# Anne Fine
Anne Fine (Leicester, 7 dicembre 1947) è una scrittrice britannica famosa soprattutto per i suoi libri per ragazzi e bambini.

## Biografia
È nata e cresciuta a Leicester, in Inghilterra, ed ha conseguito la laurea in politica alla University of Warwick. In seguito si è trasferita nella contea di Durham. È stata sposata con il filosofo Kit Fine.
Fa parte della Royal Society of Literature.

## Premi
I suoi libri per l'infanzia più grandi includono il pluripremiato The Tulip Touch e Goggle-Eyes, che è stato adattato per la televisione dalla scrittrice Deborah Moggach per la BBC.

## Opere
Dal suo libro Madame Doubtfire è stato tratto il film Mrs. Doubtfire con Robin Williams.
Alcuni libri sono stati tradotti in ben 27 lingue.
Tra i libri per ragazzi:
- Bambini di farina (1992)
- The Summer House Loon (1978)
- The Other Darker Ned (1979)
- Lo zoo di pietra (1980)
- Dietro Round the Ice-casa (1981)
- Il Progetto Nonne (1983)
- Madame Doubtfire (titolo US: Alias Madame Doubtfire) (1987)
- Goggle-Eyes (1989)
- Il Libro dei Banshee (1991)
- Babies Farina (1992)
- Step by Step Wicked (1995)
- Il Tulip Touch (1996)
- Molto diverse (2001) (raccolta di racconti)
- Su Cloud Nine (2002)
- Anne Fine: un peccato perdere 3 (2002)  (antologia di poesie, selezionate da Anne Fine)
- Non c'è campo (2003)
- Sui gradini Summerhouse (2006) (versione aggiornata del Summer House Loon e The Other Darker Ned con il nuovo testo di collegamento)
- The Road of Bones (2006)
- Charm School (2007)
- Unico neo (2008)

Tra i libri per l'infanzia:
- Scaredy-Cat (1985)
- Stranger Danger? (1989)
- Solo uno Show (1990)
- Il Bambino Worst I Ever Had (1991)
- Design una carrozzina (1991)
- The Same Old Story ogni anno (1992)
- L'infestazione di Pip Parker (1992)
- Press Play (1994)
- Diario di un gatto Killer (1994)
- Cura di Enrico (1996)
- Diario di Jennifer (1996)
- Countdown (1996)
- Roll Over Roly (1999)
- Notso Hotso (2001)
- Il Jamie e Angus Stories (2002)
- Anne Fine: un peccato perdere 1 (2002) (antologia di poesie, selezionate da Anne Fine)
- Come attraversare la strada e non trasformarsi in una Pizza (2002) ISBN 0-7445-9001-9
- The Return of the Cat Killer (2003)
- Nag Club (2004)
- Si muoveva! (2006) ISBN

## Premi e riconoscimenti
- 1984 Guardian Children's Fiction Prize - Il Progetto Granny
- 1987 Guardian Children's Fiction Prize  - Madame Doubtfire
- 1987 Whitbread Children's Book Award  - Madame Doubtfire
- 1990 Carnegie Medal - Goggle-Eyes
- 1990 Guardian Children's Fiction Prize - Goggle-Eyes
- 1990 Nestlé Smarties Book Prize (Gold Award) (categoria 6-8 anni) - Bill's New Frock
- 1990 Publishing News - Autore Children's of the Year Award
- 1991 British Book Awards - Children's Author of the Year
- 1992 Carnegie Medal - Flour Babies
- 1993 Carnegie Medal (ristretto) - L'angelo della Nitshill Road
- 1993 Publishing News - Autore Children's of the Year Award
- 1993 Whitbread Children's Book Award - Flour Babies
- 1994 British Book Awards - Children's Author of the Year
- 1996 Whitbread Children's Book Award - The Touch Tulip
- 1998 Sorcières Prix - Diario di un gatto Killer (Journal d'un chat assassino)
- Children's Laureate 2001
- 2002 Carnegie Medal (ristretto) - Up On Cloud Nine
- 2003 OBE [2]
- 2004 Red House Children's Book Award (ristretto i lettori più giovani categoria) - Il Più siamo meglio è